# شهرستان کالفکس (نیومکزیکو)

شهرستان کالفکس، نیومکزیکو یکی از شهرستان‌های ایالت نیومکزیکو به مرکزیت شهر راتون است. بر طبق آمارهای سال ۲۰۱۰ جمعیت این شهرستان ۱۳.۷۵۰ نفر و مساحت آن نیز ۹.۷۵۹ کیلومتر مربع می‌باشد.
این شهرستان در ابتدا بخشی از شهرستان مجاورش، تیاس بوده که بعدها جدا می‌شود. همچنین نام آن را نیز از نام هفدهمین معاون اول ریاست جمهوری آمریکا، شویلر کولفکس گرفته‌اند.

## پیوند
- وب‌گاه رسمی